# Tityus apozonalli
Tityus apozonalli là một loài bọ cạp đã tuyệt chủng thuộc họ Buthidae được biết đến từ một hóa thạch được tìm thấy ở Bắc Mỹ. Loài này là một trong hai loài bọ cạp mô tả từ hổ phách Mexico và một trong bảy loài từ các mỏ hổ phách Trung Mỹ.

## Lịch sử và phân loại
Tityus apozonalli đã được mô tả từ một hóa thạch đơn được bảo tồn như một thể vùi trong một khúc hô phách trong ở Mexico. Vào thời điểm mô tả, mẫu hổ phách được đặt trong các bộ sưu tập hóa thạch của Museo del Ambar de Chiapas ở San Cristóbal de las Casas, Simojovel. Hóa thạch mẫu gốc gồm một con đực trưởng thành rất hoàn chỉnh phục hồi từ các địa điểm Guadalupe Victoria. Hổ phách Mexico được thu hồi từ các loại đá mang hóa thạch ở khu vực Simojovel của Chiapas, Mexico. Niên đại hổ phách từ 23 triệu năm lâu nhất và 15 triệu năm ít nhất. Địa điểm Guadalupe Victoria là một lộ các tầng lớp nhân mang màu hổ phách thuộc sa thạch Mazantic Shale và Balumtum. Các trầm tích giữ gìn một môi trường sông hoặc suối chuyển đổi gần bờ biển và bảo tồn các hóa thạch của một hệ sinh thái rừng ngập mặn.
Mẫu gốc lần đầu tiên được tiến hành nghiên cứu bởi một nhóm các nhà nghiên cứu do Francisco Riquelme đứng đầu thuộc Universidad Autónoma del Estado de Morelos với mô tả mẫu năm 2015 của họ về loài này được xuất bản trong tạp chí khoa học tự nhiên PLoS ONE. Danh pháp chi tiết apozonalli được bắt nguồn từ tiếng Nahuatl "apozonalli", đặt ra bởi những người Aztec nghĩa là hổ phách, và dịch là bong bóng biển hoặc bọt.
T. apozonalli là một trong hai loài Tityus mô tả từ hổ phách Mexico, loài kia là Tityus knodeli. Ba loài khác đã được mô tả từ hổ phách Dominica có niên đại tương tự là Tityus azari, Tityus geratus và Tityus hartkorni.